# Story Musgrave
Franklin Story Musgrave, född 19 augusti 1935 i Boston, Massachusetts, är en amerikansk astronaut uttagen i astronautgrupp 6 den 4 augusti 1967.

## Karriär
Han tjänstgjorde som kommunikationsansvarig (CAPCOM, en benämning som lever kvar från tidigare NASAuppdrag och står för CAPsule COMmunicator) mellan markkontrollen och rymdfärjan i uppdragen STS-31, STS-35, STS-36, STS-38 och STS-41, en roll som han även spelade i sin skådespelardebut i filmen Mission to Mars.

## Rymdfärder
- STS-6
- STS-51-F
- STS-33
- STS-44
- STS-61
- STS-80